# Voo Fine Air 101
O Voo Fine Air 101 foi um voo de carga programada a partir do Aeroporto Internacional de Miami para o Aeroporto Internacional Las Américas, operado por um McDonnell Douglas DC-8-61F que caiu após a decolagem em 7 de agosto de 1997, no Aeroporto Internacional de Miami. Todas as 4 pessoas a bordo e uma pessoa no solo morreram.

## Aeronave
A aeronave envolvida no acidente era um McDonnell Douglas DC-8-61F de 29 anos, prefixo N27UA, construído em 1968, operado pela Fine Air, com total horas de de 46.825 horas de voo e 41.688 ciclos (um ciclo equivale a cada decolagem e pouso).

## Tripulação e passageiro
Havia três membros da tripulação e um segurança a bordo. O capitão, Dale Patrick "Pat" Thompson, de 42 anos, estava na Fine Air desde 1993. Ele tinha um total de 12.154 horas de voo, incluindo 2.522 horas como capitão de DC-8 na Fine Air. O primeiro oficial, Steven Petrosky, de 26 anos, contratado em 15 de agosto de 1994, teve um total de 2.641 horas de voo, das quais 1.592 horas foram com Fine Air em DC-8s e registrou 614 horas como primeiro oficial e 978 horas como engenheiro de voo, todas no DC-8. O engenheiro de voo, Glen Millington, de 35 anos, ingressou na Fine Air em 1996. Ele registrou um total de 1.570 horas de voo, incluindo 683 horas como engenheiro de voo de DC-8 na Fine Air. O único passageiro era um segurança de bordo, sendo Enrique Soto, de 32 anos.

## Acidente

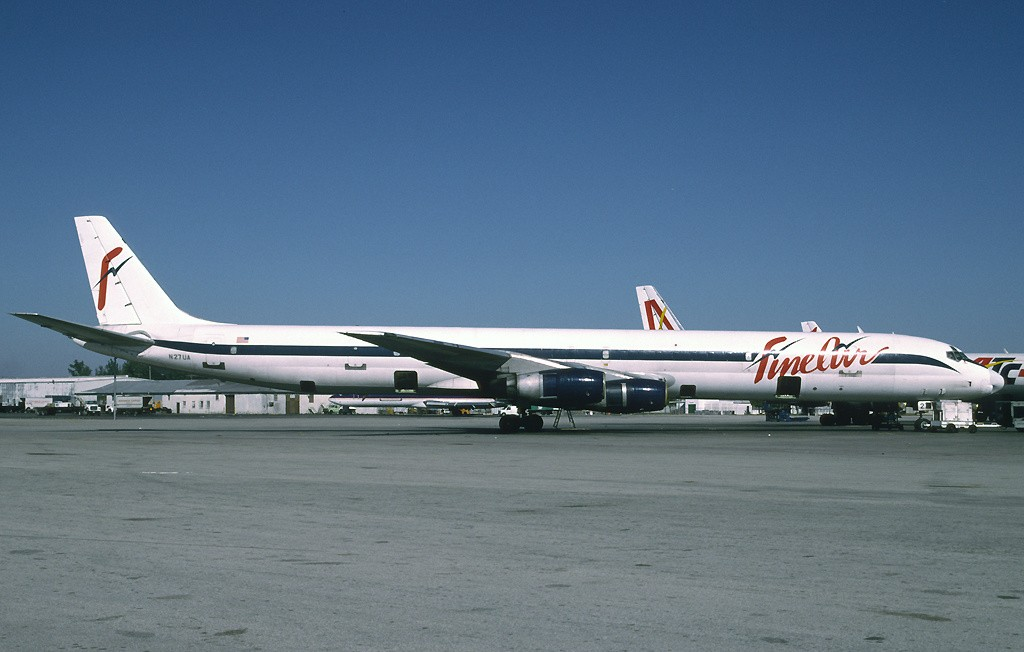
N27UA, a aeronave envolvida no acidente

A aeronave, com destino a Santo Domingo, perdeu o controle logo após a decolagem. Ele "subiu rapidamente para um estol, recuperou-se brevemente do estol e despencou novamente".
Os pilotos, saindo da antiga Pista 27R (agora 26L), tentaram se recuperar, mas a aeronave não possuía impulso para frente, tornando as superfícies de controle inúteis. A aeronave com inclinação para a frente rapidamente perdeu impulso e sustentação para frente, com suas asas cortando o fluxo de ar perpendicular à orientação adequada de sustentação. O DC-8 caiu de barriga para baixo em um campo diretamente a oeste do final da pista (cerca de 300 metros) viajando em linha reta.
O DC-8 quase colidiu uma instalação de carregamento de transporte automotivo na extremidade sul do Miami City Rail Yard, logo ao norte do final da pista, e também as instalações de operações de carga ocupadas ao longo do alimentador NW 25th Street para a área de carga do aeroporto apenas o sul do final da pista. A aeronave quase colidiu em duas fábricas, um prédio comercial e o Centro de Distribuição da Budweiser em Miami, Flórida, entre os subúrbios residenciais populosos de Miami Springs e Doral. Ele derrapou no campo aberto e entrou na NW 72nd Avenue, uma estrada que normalmente fica movimentada de tráfego no horário de pico e estava lotada no momento do acidente, embora uma parte que o voo 101 atingiu tivesse semáforos vermelhos em ambos os cruzamentos. Os destroços do avião derraparam rapidamente pela estrada e no estacionamento de um mini-shopping comercial em frente ao campo vazio; atingiu 26 carros no estacionamento. Na época, o mini-shopping era um polo de distribuidores de peças de informática especializados no comércio sul-americano.
Os destroços do avião caíram mais de um metro antes das entradas de três lojas. Ele colidiu em dois carros ocupados e um caminhão que esperava pelo semáforo no cruzamento da NW 31st Street com a NW 72nd Avenue, a menos de 27 metros de distância. Dentro de um dos carros no estacionamento estava um homem de 34 anos chamado Renato Alvarez, que acabara de voltar à sua loja no mini-shopping após pegar o almoço para sua esposa e ele mesmo. Ele não conseguiu sair do carro e foi pego pela bola de fogo que envolveu a avenida, o campo e o estacionamento de várias pistas e matando-o instantaneamente.[ligação inativa]
Cinco pessoas morreram no total: os três membros da tripulação, o segurança de bordo e o homem no estacionamento. Nos minutos seguintes ao acidente, a polícia foi alertada sobre um incêndio na NW 72nd Avenue, apenas para descobrir que era um acidente de avião. Por quase 45 minutos, relatos mistos afirmaram que o avião era um voo de passageiros, mas dentro de uma hora a torre de controle de Miami confirmou que era o voo 101 da Fine Air Cargo. Responderam ao local e simultaneamente aos escritórios da Fine Air Cargo, onde se apoderaram da documentação do voo. Parte da documentação relevante foi recuperada de recipientes de lixo, fazendo com que uma investigação criminal fosse aberta e, em última instância, levando a acusações, incluindo destruição e acobertamento de evidências. A Fine Air e seu agente de assistência em terra, a Aeromar Airlines, se confessaram culpados de várias das acusações e foram multados em aproximadamente US$ 5 milhões.

## Investigação
O Conselho Nacional de Segurança nos Transportes (NTSB) descobriu que o centro de gravidade do avião estava próximo ou mesmo para trás do limite do avião e o equilíbrio do avião estava mal balanceado. Ambos resultaram de irregularidades no carregamento de cargas. A gravidade do problema de controle não pôde ser determinada devido à incerteza sobre a distribuição do peso da carga. O desbalanceamento teria exigido habilidades e reações excepcionais que não poderiam ser esperadas dos pilotos.
O NTSB descobriu que "um deslocamento significativo da carga para trás durante ou antes da rotação não ocorreu e não foi a causa da inclinação extrema inicial na rotação". A compressão ou deslocamento da carga pode ter ocorrido posteriormente.
Entrevistas com a tripulação em terra descobriram que o voo estava rotineiramente cheio de paletes e que os bloqueios de carga raramente eram envolvidos em algumas opiniões, e foi ainda afirmado que isso era porque eram considerados irrelevantes se os paletes não pudessem se mover. As paletes são seguradas por trilhos nas laterais para evitar que se movam na direção para cima, mas apenas as travas de extremidade retráteis podem parar o movimento para frente e para trás. A rotação excessiva em V1 elevou o nariz da aeronave bruscamente ao ponto em que o fluxo de ar para os motores foi significativamente reduzido (semelhante a soprar pela abertura de uma garrafa de refrigerante para fazê-la apitar com a queda de pressão) e fazer com que os motores estolassem. O avião então caiu para trás com o nariz para baixo, caindo de barriga no chão. Além disso, a aeronave estava com aproximadamente 2.700 kg sobrecarregada, embora, dado o processo de pesagem de paletes, acreditava-se que isso era mais comum do que se pensava anteriormente.

### Determinação do NTSB
O NTSB divulgou o relatório final do acidente em 16 de junho de 1998. A "causa provável" diz:
O Conselho Nacional de Segurança nos Transportes determina que a causa provável do acidente, que resultou do avião sendo descarregado incorretamente para produzir um centro de gravidade mais atrás e uma configuração de compensação do estabilizador correspondentemente incorreta que precipitou uma inclinação extrema na rotação. 1: a falha da Fine Air em exercer controle operacional sobre o processo de carregamento da carga, e 2: falha da Aeromar em carregar o avião conforme especificado pela Fine Air. Contribuiu para o acidente a falha da Administração Federal de Aviação (FAA) em monitorar adequadamente as responsabilidades de controle operacional da Fine Air para carregamento de carga e a falha da FAA em garantir que as deficiências conhecidas relacionadas à carga fossem corrigidas na Fine Air.

## Dramatização
O acidente do Voo Fine Air 101 é apresentado no quinto episódio da temporada 19 da série canadense Mayday! Desastres Aéreos. O episódio é intitulado "Deadly Pitch". No Brasil, o episódio é intitulado "Denúncia Anônima".